# Partita dei tre cavalli
La partita dei 3 cavalli è l'apertura degli scacchi caratterizzata dalle mosse:
1. e4 e5
2. Cf3 Cc6
3. Cc3 Ab4

## Analisi
Il nero, non volendo entrare nella partita dei 4 cavalli, rompe la simmetria con la terza mossa, minacciando il cavallo in c3 e sviluppando un pezzo importante. Questo impianto è scarsamente considerato in quanto il bianco ha a disposizione la forte 4.Cd5! per contrastare il nemico, portando ad una posizione sfavorevole al nero.
Per questo motivo è molto raro vedere questo tipo di apertura ad alti livelli.